# Catastrophe aérienne du Canigou
La catastrophe aérienne du Canigou est un accident aérien impliquant un vol charter de la compagnie britannique Air Ferry le 3 juin 1967. L'avion, un Douglas DC-4, s'écrase alors sur le pic du Canigou dans le département des Pyrénées-Orientales en France. L’avion transportait des ressortissants britanniques vers leur lieu de vacances, la Costa Brava en Espagne. Les 83 passagers ainsi que les 5 membres d’équipage ont perdu la vie sur le coup.

## Enquête
Les enquêteurs ont conclu à des erreurs de pilotage suite à une probable intoxication au monoxyde de carbone de l'équipage, provoqué par un chauffage défectueux à bord.